# Мінусівка
Мінусівка (від слова «мінус»), англійською мовою «Бек-трек» — аудіо чи MIDI записи, що зіграні чи заспівані музикантами без однієї або більше однієї будь-якої партії інструменту або вокалу (іноді з "бек"-супроводом) або будь-якого інструменту, що дозволяє виконавцю, який володіє відсутнім інструментом, підігравати цьому звуковому файлу.